# Juscelino Kubitschek (Santa Maria)
Juscelino Kubitschek és un barri de la ciutat brasilera de Santa Maria, Rio Grande do Sul. El barri està situat al districte de Sede.

## Villas
El barri amb les següents villas: Conjunto Habitacional Santa Marta, Juscelino Kubitschek, Vila Caramelo, Vila Jóquei Clube, Vila Martelet, Vila Prado, Vila Rigão.

## Galeria de fotos

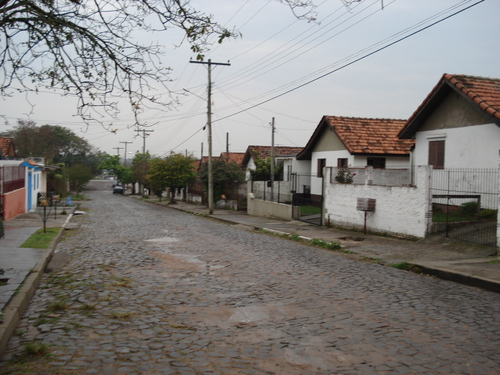

| Nova Santa Marta | Nova Santa Marta            | Passo d'Areia        |
| Agroindustrial   |                             | Passo d'Areia Noal   |
| Pinheiro Machado | Pinheiro Machado / São João | Patronato Renascença |